# Principados russos
Principados russos (em russo:  Русские княжества) foram formações estatais da Rússia histórica (séculos XII-XVI) dentro dos Estados modernos da Rússia, Ucrânia, Bielorrússia, parcialmente Polônia, Moldávia, Romênia, Letônia e Estônia. Tornaram-se independentes após o colapso da Rússia de Kiev. Eram chefiados por príncipes das dinastias ruríquidas e Gediminidas.
Às vezes também chamados pelo termo Rússia fragmentada (em russo:  Удельная Русь). Na teoria marxista, a existência de principados independentes é caracterizada como fragmentação feudal.

## Visão geral
O antigo Estado russo consistia inicialmente em principados tribais, mas como a nobreza local foi expulsa pelos ruríquidas, começaram a surgir principados, liderados por representantes das linhas mais jovens da dinastia governante. O início da divisão em principados como tal é considerado a divisão da Rússia por Jaroslau, o Sábio entre seus filhos (1054). O próximo passo importante foi a decisão do Congresso dos Príncipes de Liubeche “que cada um mantenha sua posse” (1097), mas Vladimir Monômaco e seu filho mais velho e herdeiro Mistislau, "o Grande", por meio de apreensões e casamentos dinásticos, conseguiram devolver todos os principados à submissão a Kiev.
A morte de Mistislau (1132) é considerada o início de um período de fragmentação política (na historiografia marxista soviética - fragmentação feudal), no entanto, por várias décadas o principado de Kiev permaneceu não apenas o centro formal, mas também um poderoso principado, sua influência na periferia não desapareceu, mas apenas enfraqueceu em comparação com o primeiro terço do século XII. Até meados do século, o príncipe de Kiev continuou a governar os principados de Turov, Pereaslávia e Vladimir-Volínia e tinha oponentes e apoiadores em cada região da Rússia. 
Se separaram de Kiev os principados de Czernicóvia, Esmolensco, Rostóvia-Susdália, Principados de Muromo-Riazã, Przemisl e Terebovlia e Terra de Novogárdia. Os cronistas começaram a usar o nome de "Terra" para os principados, que anteriormente denotavam apenas a Rússia como um todo (“Terra russa”) ou outros países (“Terra grega”). As Terras atuavam como entes independentes nas relações internacionais e eram governadas por suas próprias dinastias ruríquidas, com algumas exceções: o principado de Kiev e a Terra de Novogárdia não tinham dinastia própria e eram objeto de luta entre príncipes de outras Terras (em Novogárdia, os direitos do príncipe foram severamente limitados em favor da aristocracia boiarda local), e para o principado Galicia-Volínia, após a morte de Romano Mistislaviche, por cerca de 40 anos houve uma guerra entre todos os príncipes do sul da Rússia, terminando com a vitória de Daniel Romanoviche da Volínia. Ao mesmo tempo, a unidade da família principesca e a unidade da Igreja foram preservadas, bem como a ideia de Kiev como formalmente o trono russo mais importante e a Terra de Kiev como propriedade comum de todos os príncipes. No início da invasão mongol (1237), o número total de principados, incluindo apanágios, chegou a 50. O processo de formação de novos principados continuou por toda parte (no século XIV, o número total de principados já era estimado em 250), mas nos séculos XIV-XV, o processo inverso começou a ganhar força, o que resultou na Unificação das Terras russas em torno de dois grandes principados: Moscou e Lituânia.
A seguir, uma breve história desses oito principados (incluindo a República de Novogárdia), que geralmente são destacados pelos pesquisadores nos casos em que a lista completa das Terras russas mencionadas acima não é considerada, nas quais o antigo Estado russo se desfez. Como regra, os principados listados abaixo tinham um território excepcionalmente grande, poder econômico e político, e seus governantes em vários períodos mostraram ambições pan-russas.

### República de Novogárdia
Novogárdia saiu do controle dos príncipes de Kiev em 1136. Ao contrário de outras Terras russas, a Terra de Novogárdia tornou-se uma República feudal, cujo líder não era um príncipe, mas um posadnik. O posadnik e o tisiatski eram eleitos por um Veche, enquanto em outras Terras russas o tisiatski era nomeado pelo príncipe. Novogardianos fizeram alianças com alguns dos principados russos para proteger sua independência, e desde o início do século XIII, para combater os inimigos, potências estrangeiras como a Lituânia e os Exércitos católicos que haviam se estabelecido em Terras bálticas.
Em 1333, Novogárdia convidou pela primeira vez um representante da Casa principesca lituana para reinar. Em 1449, com base em um acordo com Moscou, a Paz Eterna, o pei polonês e grão-duque da Lituânia Casimiro IV renunciou a suas reivindicações sobre Novogárdia; em 1456, Basílio II, "o Negro", fez um tratado de paz desigual, a Paz de Yajelbitski, com Novogárdia em Yajelbitski; e em 1478, Ivan III anexou completamente Novogárdia ao seu domínio, abolindo o Veche. Em 1494, em Novogárdia, o Estaleiro Comercial Hanseático foi fechado.

### Principado de Vladimir-Susdália / Grão-Ducado de Vladimir

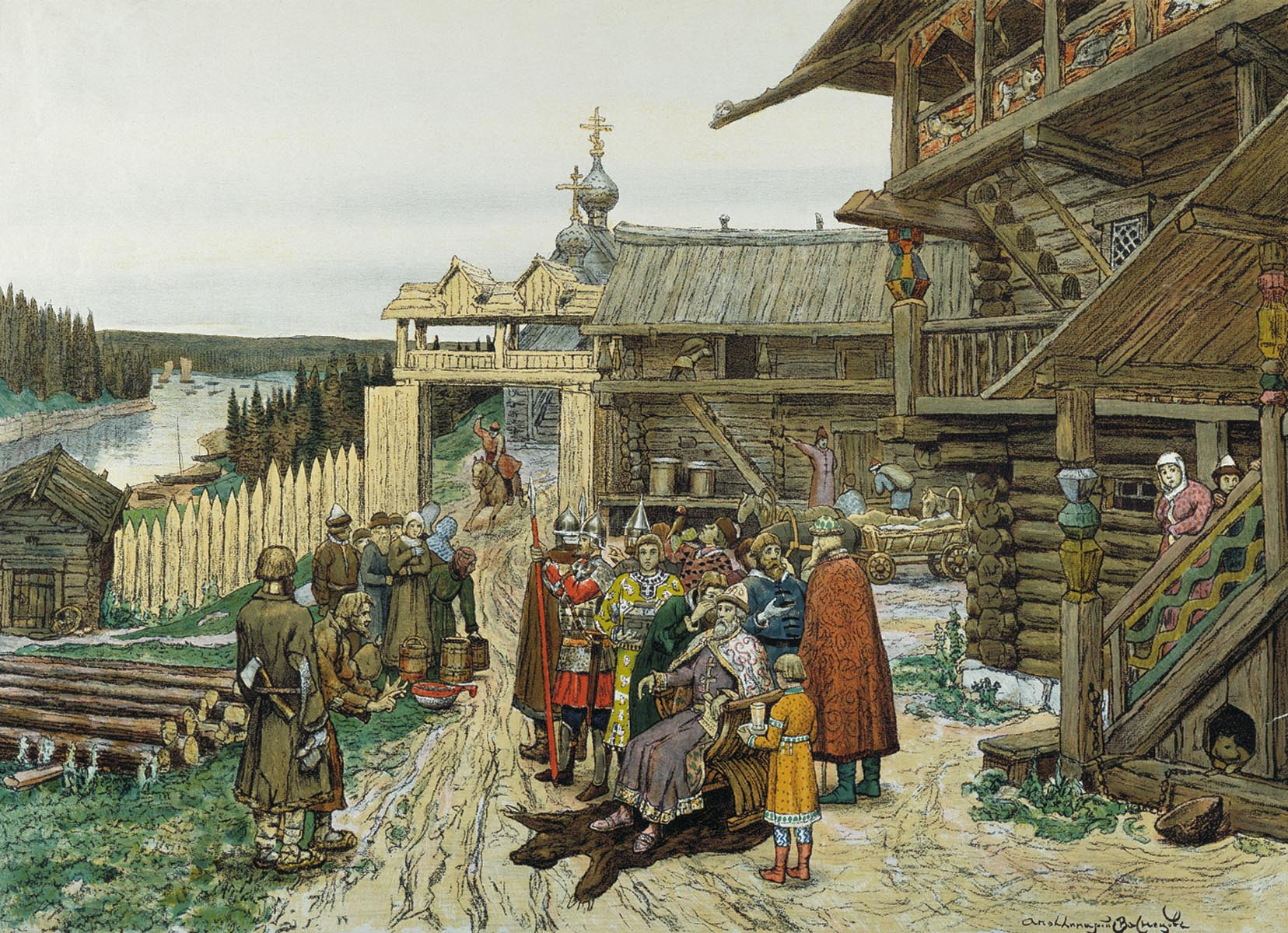
Corte de um príncipe feudal russo. Pintura de Apollinari Vasnetsov

Nas crônicas até o século XIII, era geralmente chamado de "Terra de susdália", desde o final do século XIII, "Grande Ducado de Vladimir". Na historiografia, é designado pelo termo "Nordeste da Rússia".
Logo depois que o príncipe de Rostove-Susdália, Jorge I, se estabeleceu como príncipe de Kiev, como resultado de uma longa luta, seu filho André foi para o norte levando consigo o ícone da Mãe de Deus de Vishgorod (1155). André transferiu a capital do principado de Rostove-Susdália para Vladimir e se tornou o primeiro grande duque de Vladimir. Em 1169 ele organizou a captura de Kiev e, nas palavras do historiador russo Basílio Kliuchevski, "segregou a antiguidade do local", tendo colocado seu irmão mais novo, Glebe, no trono de Kiev e permanecendo no trono de Vladimir. Os rostislaviches de Esmolensco, que se estabeleceram nas Terras de Kiev, foram capazes, no entanto, de repelir as tentativas de André de dispor de suas posses (1173). Após a morte de André I, seu irmão mais novo, Usevolodo, saiu vencedor na luta pelo poder, apoiado pelos habitantes das novas cidades da parte sudoeste do principado ("os serfantes-quartos") contra os apoiadores dos antigos boiardos de Rostove-Susdália. No final dos anos 1190, ele conseguiu que sua antiguidade fosse reconhecida por todos os príncipes, exceto Czernicóvia e Polócia. Em 1211, pouco antes de sua morte, surgiu a questão da sucessão: o filho mais velho de Usevolodo, Constantino (casado com a filha do príncipe de Esmolensco, Mistislau) exigiu dar-lhe ambas as cidades, Vladimir e Rostove, e a Jorge dar Susdália. Naquela ocasião, Usevolodo convocou uma assembleia de representantes de vários níveis sociais sobre a questão da sucessão, que confirmou a decisão de Usevolodo de privar Constantino de seus direitos de grão-duque em favor do Jorge: Jorge reinou em Vladimir, e Constantino em Rostove. Essa foi a causa da guerra entre eles após a morte de Usevolodo (1212-1216).
A partir de 1154, o principado de Pereaslávia esteve sob o controle dos príncipes de Vladimir (com exceção de um curto período de 1206-1213).
Os príncipes de Vladimir usaram a dependência da República de Novogárdia no fornecimento de alimentos da Opole agrícola através de Torjok para estender sua influência sobre ela. Além disso, os príncipes de Vladimir usaram suas capacidades militares para proteger Novogárdia de invasões do oeste e, de 1231 a 1333, invariavelmente reinaram em Novogárdia. Como mencionado acima, em 1333 Novogárdia convidou um representante da Casa principesca lituana para reinar pela primeira vez.
Em 1237-1238, o principado de Vladimir foi devastado pelos mongóis. Em 1243, o príncipe Jaroslau Usevolodoviche de Vladimir foi convocado por Batu e reconhecido como o príncipe mais antigo da Rússia. No final da década de 1250, foi feito um censo e começou a exploração sistemática do principado pelos mongóis. Com a morte de seu filho, Alexandre Nevski (1263), Vladimir deixou de ser a residência dos grão-duques. Durante o século XIII, principados de apanágios com suas próprias dinastias foram formados em seu território: Belozero, Galícia-Dmitrov, Gorodet, Costroma, Moscou, Pereaslávia, Rostove, Starodub, Susdália, Tuéria, Uglit, Iuriev, Iaroslavl (até 13 principados no total), e no século XIV os príncipes de Tuéria, Moscou e Novogárdia Menor-Susdália começaram a ser intitulados "grandes". Na verdade, o grande ducado de Vladimir, que incluía a cidade de Vladimir com um vasto território na zona de Susdália Opole e o direito de coletar tributos para a Horda de todos os principados do nordeste da Rússia, exceto os grandes, foi concedido a um dos príncipes por um jarlique do Cã da Horda. Desde 1331, o trono de Vladimir foi atribuído à Casa principesca de Moscou, desde 1389 apareceu nos testamentos dos príncipes de Moscou junto com o domínio de Moscou. Em 1428 ocorreu a fusão final do principado de Vladimir com Moscou.
Em 1299, o Metropolita de Toda a Rússia mudou-se de Kiev para Vladimir e em 1327 para Moscou.

### Principado de Kiev
A morte de Mistislau, "o Grande" (1132), foi seguida por uma luta aberta entre seus irmãos e filhos mais novos, graças à qual os olgoviche de Czernicóvia puderam não apenas restaurar as posições perdidas no período anterior, mas também se juntar à luta por Kiev. Em meados do século XII, ocorreram duas grandes guerras internas (1146-1154 e 1158-1161), como resultado das quais Kiev perdeu o controle direto sobre os principados de Turóvia, Pereaslávia e Vladimir-Volínia.
A própria Terra de Kiev foi fragmentada. A tentativa de Mistislau Iziaslaviche (1167-1169) de concentrar sua gestão em suas mãos causou insatisfação entre os príncipes de apanágio, o que permitiu a André I criar uma aliança, por cujas forças Kiev foi capturada pela primeira vez na história das guerras civis (1169), enquanto André, tendo estabelecido sua influência no sul, continuou a ocupar o trono de Vladimir.
Em 1181-1194, um duumvirato dos chefes das Casas principescas de Czernicóvia e Esmolensco operou em Kiev. Este período foi marcado pela ausência de luta pelo poder em Kiev e sucesso na Guerra russo-polovetsiana.
Em 1201, Romano Mistislaviche, o governante do principado da Galicia-Volínia, reclamou seus direitos à Terra de Kiev. Durante a luta, Rurique Rostislaviche e seus aliados capturaram Kiev pela segunda vez. Ao mesmo tempo, até a morte de Usevolodo (1212), os príncipes de Vladimir continuaram a influenciar os assuntos do sul da Rússia.
Kiev continuou a ser o centro da luta contra a estepe. Apesar da independência de fato, outros principados (Galícia, Volínia, Turóvia, Esmolensco, Czernicóvia, Seversk, Pereaslávia) enviaram tropas para os fileiras de Kiev. A última mobilização desse tipo foi realizada em 1223 a pedido dos Polovtsi contra um novo inimigo comum - os mongóis. A batalha no rio Kalka, no entanto, foi perdida pelos aliados, o príncipe de Kiev, Mistislau, o Velho, juntamente com 10 mil soldados, morreu, os mongóis invadiram a Rússia após a vitória, embora não tenham chegado imediatamente a Kiev, que era um dos objetivos de sua campanha.
Em 1240, Kiev foi, no entanto, capturada pelos mongóis. Em 1243, Batu deu a devastada Kiev ao príncipe de Vladimir, Jaroslau Usevolodoviche, que foi reconhecido como “o mais antigo de todos os príncipe de língua russa”. Após a morte de Jaroslau, Kiev foi transferido para seu filho - Alexandre Nevski. Esta foi a última menção de Kiev nas crônicas como o centro da Terra russa.
Após a queda do Nogai Ulus (1300), vastos territórios na margem esquerda do Dnieper, incluindo Pereaslávia e Posemie, tornaram-se parte da Terra de Kiev, a dinastia Putivl (descendentes de Esviatoslave Olgoviche) foi estabelecida no principado.
Por volta de 1320 o principado de Kiev caiu sob o domínio do Grão-Ducado da Lituânia e, embora tenha mantido sua integridade, os representantes da dinastia lituana reinaram desde então.

### Principado da Galícia-Volínia

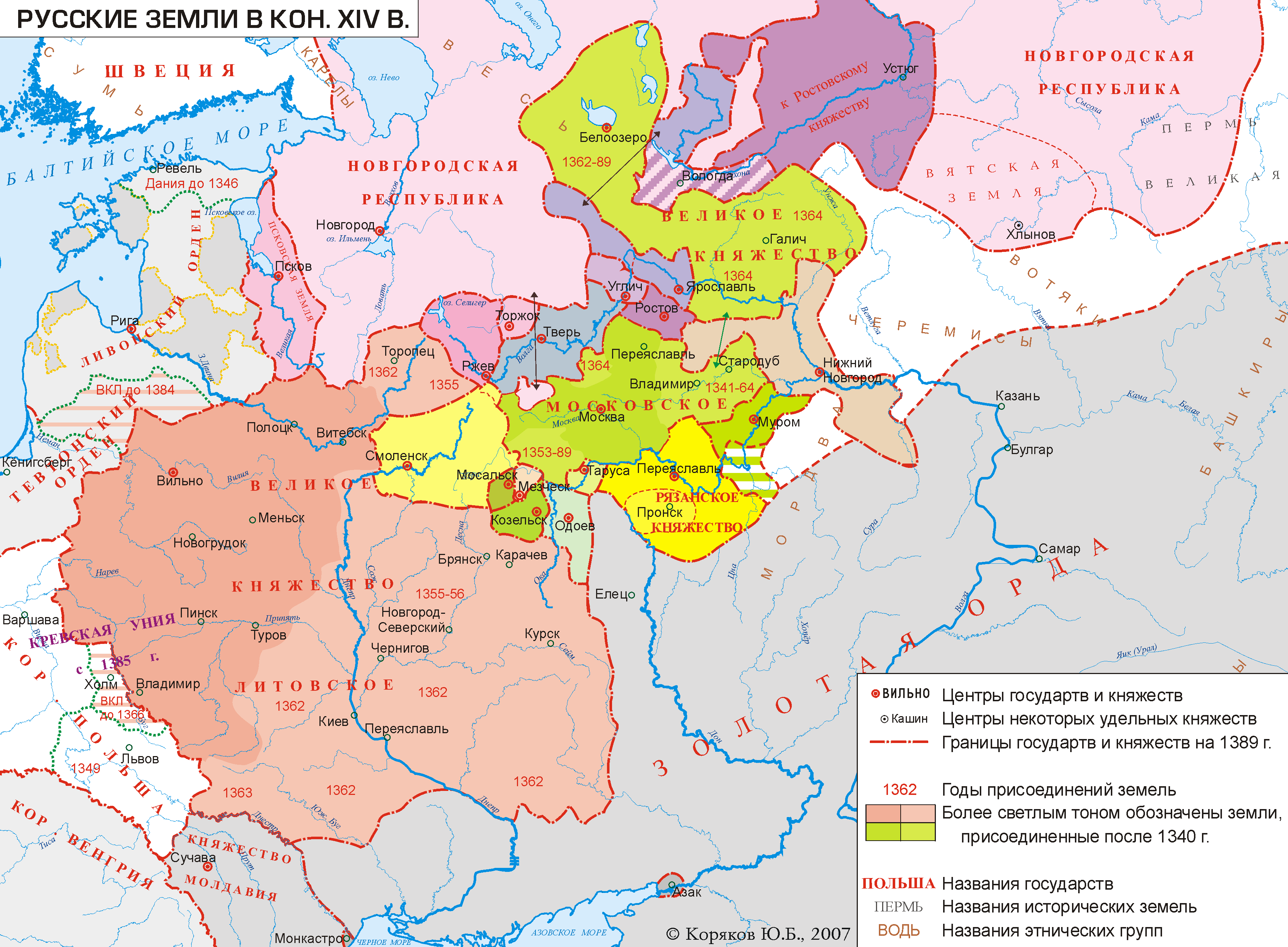
Terras Russas em 1389

Após a divisão da Rússia entre os jaroslaviches (1054), todo o sudoeste da Rússia ficou sob o domínio dos descendentes de Iziaslau Jaroslaviche. Em 1086, os descendentes do mais antigo jaroslaviche, Vladimir, tiraram Przemisl e Terebovlia do poder dos príncipes da Volínia e em 1140 uniram essas terras em um único principado galiciano. Volínia no início do século XII ficou sob o domínio do ramo mais antigo dos descendentes de Vladimir Monômaco. Seus representantes, aproveitando a simpatia do povo de Kiev, lutaram ativamente contra os polovetsianos e pelo trono de Kiev - contra os príncipes de Susdália.
Após a supressão da primeira dinastia galiciana, Romano Mistislaviche da Volínia tomou o trono galiciano, unindo assim os dois principados. Em 1201, ele foi convidado para o grande ducado pelos boiardos de Kiev, mas deixou um parente mais jovem reinar em Kiev, Inguar Jaroslaviche, transformando Kiev em um posto avançado de suas posses no leste.
Romano Mistislaviche recebeu o Imperador Bizantino Aleixo III Ângelo, expulso pelos cruzados durante a quarta cruzada. Em 1204, ele recebeu uma oferta da coroa real do Papa Inocêncio III, mas não a aceitou. De acordo com a versão do "primeiro historiador russo" Basílio Tatishchev, Romano Mistislaviche foi o autor do projeto da estrutura política de todas as Terras russas, no qual o grão-duque de Kiev seria eleito por seis príncipes: Vladimir (Vladimir-Volínia), Czernicóvia, Galícia, Esmolensco, Polócia e Riazã. Aqui está como está escrito sobre isso na lista da carta do próprio Romano Mistislaviche: “Quando morre um grande duque de Kiev, os chefes locais de Vladimir, Czernicóvia, Galícia, Esmolensco, Polotsk e Ryazan devem, com toda a probabilidade, por consentimento, eleger um ancião e digno para si, os príncipes inferiores não são obrigados a serem eleitos como grandes duques e devem obedecer ao que aprovam”. Seus principados seriam herdados pelo filho primogênito. Nos anais, Romano Mistislaviche é chamado de "o Autocrata de Toda a Rússia".
Após a morte de Romano Mistislaviche em 1205, ocorreu uma longa luta pelo poder, cujo vencedor foi o filho mais velho e herdeiro de Romano, Daniel, que restaurou seu controle sobre todas as posses de seu pai em 1240 - ano em que a última fase da campanha ocidental dos mongóis começou - uma campanha contra Kiev, o principado Galícia-Volínia e a Europa Central. Na década de 1250, Daniel lutou contra os mongóis de Kuremsin, mas ainda teve que admitir a dependência deles. Os príncipes da Galícia-Volínia prestaram homenagem e participaram como aliados forçados nas campanhas da Horda contra a Lituânia, Polônia e Hungria, mas manteve seu próprio procedimento para a transferência do trono.
Os príncipes da Galícia-Volínia também estenderam sua influência ao principado de Turóvia-Pinsco. Em 1254, Daniel Romanoviche da Galícia, contando com os aliados ocidentais no confronto com a Horda, concordou em aceitar o título real do papa e passou a ser chamado de "Rei da Rússia". A época do reinado de Daniel Romanoviche foi o período de maior ascensão econômica e cultural e o fortalecimento político da Galícia-Volínia russa.
Sob Leão Daniloviche, uma parte da Transcarpátia com a cidade de Mucachevo (c. 1280) e as terras de Lublin (c. 1292) foram anexadas ao principado da Galícia-Volínia.
Após a transferência da residência do metropolita de Toda a Rússia de Kiev para Vladimir em 1299, Jorge Leoviche da Galícia em 1303 conseguiu do Imperador Andrônico II Paleólogo e do patriarca Atanásio I de Constantinopla a criação da metrópole da Galícia, que existiu (com interrupções) até o final do século XIV. A metrópole da Galícia incluía as dioceses da Galícia, Kholmsk, Przemysl, Lutsk, Vladimir e Turov. Os filhos de Jorge Leoviche, Leão e André, governaram o principado em conjunto e morreram em batalha na primavera de 1323.
Em 1340, pela posse do território do enfraquecido principado da Galícia-Volínia (desmoronado em 1349), eclodiu uma guerra entre o Reino da Polônia e o Grão-Ducado da Lituânia. As terras da Galícia-Volínia foram finalmente divididas entre Lituânia e Polônia em 1392.

### Principado de Esmolensco
O principado tornou-se independente sob o neto de Vladimir Monômaco, Rostislau Mistislaviche. Os príncipes de Esmolensco se distinguiam pela aspiração de ocupar posições fora de seu principado, graças a isso quase não estava sujeito à fragmentação em feudos (apanágios) e tinham interesses em todas as regiões da Rússia. Os rostislaviches eram reclamantes constantes por Kiev e possuíam bases fortes em vários de seus principados de apanágio. De 1181 a 1194, um duumvirato foi estabelecido na Terra de Kiev, quando Esvetoslau Usevolodoviche de Czernicóvia governava a cidade, e Rurique Rostislaviche governava o restante do principado. Após a morte de Esvetoslau, Rurique várias vezes conquistou e perdeu Kiev, e em 1203, como André I antes dele, pela segunda vez na história de conflitos civis, a capital da Rússia foi conquistada.
O auge do poder de Esmolensco foi o reinado de Mistislau Romanoviche, que ocupou o trono de Kiev de 1214 a 1223. Durante este período, Novogárdia, Pescóvia, Polócia, Vitebsk e Galícia estavam sob o controle dos rostislaviches. Foi sob os auspícios de Mistislau Romanoviche, como príncipe de Kiev, que uma campanha essencialmente russa contra os mongóis foi organizada, terminando em uma derrota no Rio Kalka.
A invasão mongol atingiu apenas os arredores orientais do principado e não afetou a própria Esmolensco. Os príncipes de Esmolensco reconheceram sua dependência da Horda e, em 1275, um censo mongol foi realizado no principado. A posição de Esmolensco era mais favorável em comparação com outras terras. Quase nunca foi submetido a ataques tártaros, os apanágios que surgiram em sua composição não foram atribuídos a ramos principescos individuais e permaneceram sob o controle do príncipe de Esmolensco. Na década de 90 do século XIII, o território do principado se expandiu devido à anexação do principado de Briansco das Terras de Czernicóvia, ao mesmo tempo, os príncipes de Esmolensco se estabeleceram no principado de Iaroslavl através do casamento dinástico. Na primeira metade do século XIV, sob o príncipe Ivã Alexandroviche, os príncipes de Esmolensco começaram a ser chamados de "grandes". No entanto, a essa altura, o principado acabou por ser uma zona tampão entre a Lituânia e o principado de Moscou, cujos governantes procuraram tornar os príncipes de Esmolensco dependentes de si próprios e gradualmente capturaram os seus volosts. Em 1395 Esmolensco foi conquistada por Vitautas. Em 1401, o príncipe Jorge Esviatoslaviche de Esmolensco, com o apoio de Riazã, recuperou seu trono, mas em 1404, Vitautas novamente capturou a cidade e finalmente a incluiu na Lituânia.

### Principado de Czernicóvia
Tornou-se independente em 1097 sob o domínio dos descendentes de Esvetoslau Jaroslaviche, e o seu direito ao principado foi reconhecido por outros príncipes russos no Congresso de Liubeche. Depois que o mais jovem dos esviatoslaviches, Jaroslau Esviatoslaviche, foi privado de seu trono em 1127 e sob o domínio de seus descendentes as terras inferiores do Oca (Principado de Murom) se separaram de Czernicóvia, e em 1167 a linha de descendentes de Davi Esviatoslaviche foi interrompida, a dinastia Olgoviche se estabeleceu em todos os tronos principescos da Terra de Czernicóvia: as terras do norte e superiores do Oca pertencentes aos descendentes de Usevolodo Olgoviche (eles também eram reclamantes constantes a Kiev) e o Principado de Novgorod-Severski aos descendentes de Esviatoslave Olgoviche. Representantes de ambos os ramos reinaram em Czernicóvia.
Além de Kiev, no final do século XII e início do século XIII, os olgoviches conseguiram estender brevemente sua influência a Galícia e Volínia, Pereaslávia e Novgorod.
Em 1223, os príncipes de Czernicóvia participaram da primeira campanha contra os mongóis. Na primavera de 1238, durante a invasão mongol, as terras do nordeste do principado foram devastadas e, no outono de 1239, as do sudoeste.
Em meados do século XIII, Briansco tornou-se o principado mais poderoso da margem esquerda, que incluía todas as Terras de Czernicóvia-Severski, com exceção dos trechos superiores do Oca (Principado de Verkhovski) e Posemie. Em 1263, Romano de Briansco libertou Czernicóvia dos lituanos e anexou-o às suas posses, após o que os príncipes de Briansco, que eram originalmente dos olgoviche, simultaneamente começaram a usar o título de "grão-duque de Czernicóvia".
Na primeira metade do século XIV, os príncipes de Esmolensco reinaram em Briansco, que alegadamente receberam direitos através do casamento dinástico. A luta por Briansco durou várias décadas, e em 1356 o Grão-Duque da Lituânia, Algirdas Gediminoviche, tomou o principado e instalou Romano Mikhailoviche de Olgoviche para reinar. Na segunda metade do século XIV, paralelamente a ele, os filhos de Algirdas, Demétrio e Demétrio-Caributas, também reinaram nas Terras de Briansco. Após o Acordo de Ostrovski, a autonomia do principado de Briansco foi abolida, Romano Mikhailoviche tornou-se o governador (vice-rei) lituano em Esmolensco, onde foi morto em 1401.

### Grão-Ducado da Lituânia

Território do Grão-Ducado da Lituânia

No século XIII, como resultado da subjugação de vários territórios pelo príncipe Mindaugas, foi formada a chamada Lituânia Mindovga, que se tornou a base do novo Estado. O fator de consolidação na formação do Estado foi considerado a agressão dos cruzados, com os quais o Grão-Ducado da Lituânia lutou com sucesso por quase duzentos anos, e o constante perigo da Horda. Em 1320-1323, o grão-duque da Lituânia, Gediminas, conduziu campanhas bem sucedidas contra Volínia e Kiev. Depois que Algirdas Gediminoviche estabeleceu o controle sobre o sul da Rússia em 1362, o Grão-Ducado da Lituânia tornou-se um Estado em que, na presença de um núcleo pagão lituano, a maioria da população era russa, e o cristianismo ortodoxo era a religião predominante. O principado atuou como oponente de outro centro imponente das Terras russas na época - Moscou. As tentativas de Algirdas e seus sucessores de expandir sua influência no nordeste da Rússia terminaram em fracasso.
Um momento chave na história do Grão-Ducado da Lituânia foi a conclusão em 1385 de uma União Pessoal com o Reino da Polônia. O grão-duque da Lituânia, Jagelão, tendo se casado com a herdeira do trono polonês, Edvirges, foi coroado rei da Polônia. Uma das obrigações assumidas por Jagelão foi a cristianização das terras pagãs no noroeste do principado por quatro anos. A partir desta época, a influência do catolicismo romano, que gozava de forte apoio do Estado, cresceu no Grão-Ducado da Lituânia. Alguns anos após a conclusão da união, como resultado da luta dinástica, Jagelão realmente perdeu o controle sobre o Grão-Ducado da Lituânia, mas ao mesmo tempo permaneceu formalmente como chefe de Estado. Seu primo Vitautas tornou-se o Grão-Duque da Lituânia, cujo reinado de quase quarenta anos foi considerado o apogeu do Grão-Ducado da Lituânia. Em seu reinado, Esmolensco e Briansco foram finalmente submetidos, por algum tempo Tuéria, Riazã, Pronsk, Veliki Novgorod e várias outras cidades russas estiveram sob o controle do Grão-Ducado da Lituânia. Vitautas quase conseguiu se livrar da influência polonesa, mas seus planos foram frustrados por uma derrota esmagadora contra os tártaros na Batalha de Vorskla. Contemporâneos notaram que Vitautas, apelidado de "grande" durante sua vida, era uma pessoa muito mais influente do que o próprio Jagelão.
Após a morte inesperada de Vitautas na véspera da coroação iminente em 1430, a luta pelo poder novamente estourou no Grão-Ducado. A necessidade de conquistar a nobreza ortodoxa levou à equalização dos direitos dos ortodoxos e católicos. A situação se estabilizou em 1440, quando o jovem filho de Jagelão, Casimiro, foi eleito grão-duque, durante seus mais de meio século de governo houve um período de centralização. Em 1458, nas Terras russas sujeitas a Casimiro, formou-se uma metrópole independente de Kiev.
O enfraquecimento gradual do principado e a impossibilidade de combater independentemente o crescente Estado de Moscou levaram a um aumento da dependência da Polônia. A materialmente difícil Guerra da Livônia tornou-se uma das principais razões para a conclusão de uma nova união, que uniu o Grão-Ducado da Lituânia e o Reino da Polônia em uma federação conhecida como República das Duas Nações. Apesar da limitação significativa da soberania do Grão-Ducado da Lituânia, bem como da perda de vários territórios, suas tendências separatistas não se esgotaram, o que se expressou na adoção da Terceira Edição do Estatuto em 1588. Durante este período, as tendências renascentistas europeias chegaram ao grão-ducado, diretamente relacionado com a Reforma Protestante que veio das terras alemãs.
O Grão-Ducado da Lituânia saiu vitorioso da Guerra da Livônia, mas apesar disso, suas consequências para o país foram muito difíceis. Os séculos seguintes foram marcados por um aumento da polonização, que gradualmente levou ao esmaecimento da autoconsciência “lituana” da classe dominante. A polonização foi acompanhada pela catolização ativa da pequena nobreza que comprometeu a posição da Igreja Ortodoxa. Em termos militares, o Grão-Ducado da Lituânia era bastante fraco, inúmeras guerras dos séculos XVII e XVIII não tiveram sucesso. Dificuldades econômicas, conflitos internos e externos e governança geralmente medíocre levaram ao enfraquecimento da República das Duas Nações, que logo caiu sob a influência de vizinhos mais poderosos e, com o tempo, perdeu sua independência política. As tentativas de reformar o Estado resultaram em oposição aberta com os Estados vizinhos e reação interna. Em geral, esforços bastante fracos e desorganizados levaram à intervenção estrangeira e logo a divisão do Estado entre Rússia, Prússia e Áustria. Repetidas tentativas de reviver o Estado, tanto a República das Duas Nações quanto o independente Grão-Ducado da Lituânia, terminaram em vão.

### Grão-Ducado de Moscou

O crescimento do Principado de Moscou em 1300-1462

Separou-se do Grão-Ducado de Vladimir, no final do século XIII, como herança do filho mais novo de Alexandre I, Daniel. Nos primeiros anos do século XIV, anexou vários territórios adjacentes e começou a competir com o principado de Tuéria. Em 1328, juntamente com a Horda e Susdália, derrotou Tuéria, e logo o príncipe de Moscou, Ivã I, tornou-se o grão-duque de Vladimir. Posteriormente, o título, com raras exceções, foi retido por sua descendência. Na luta contra a Lituânia, Moscou defendeu sua importância como um dos centros da unificação das Terras russas. Em 1378-1380, foram conquistadas vitórias sobre o usurpador da Horda, Mamai (Batalha no Voja, Batalha de Culicovo), mas em 1382, o Cã Toquetamis, que uniu a Horda, conseguiu queimar Moscou, e Demétrio Donskoi reconheceu a dívida de tributo por dois anos e a independência de Tuéria do grande ducado, pelo qual ele recebeu o próprio grande ducado como posse hereditária dos príncipes de Moscou.
Em 1439, a Metrópole de Moscou de "Toda a Rússia" não reconheceu a União de Florença das Igrejas grega e romana e tornou-se de fato autocéfala.
Após o reinado de Ivã III (1462), o processo de unificação dos Principados russos sob o domínio de Moscou entrou em uma fase decisiva. Em 1478, Novogárdia foi anexada, em 1480 a independência da Horda foi alcançada, em 1487, iniciou-se o processo de transferência dos príncipes sujeitos à Lituânia com suas terras sob o domínio de Moscou. No final do reinado de Basílio III (1533), Moscou tornou-se o centro do Estado russo unificado, tendo anexado, além de todo o nordeste da Rússia e Novogárdia, também as Terras de Esmolensco e Czernicóvia conquistadas da Lituânia. Em 1547, o Grão-Duque de Moscou Ivã IV foi coroado Czar. Em 1549 foi convocado o primeiro Zemski Sobor (Assembleia da Terra). Em 1589, a Metrópole de Moscou foi transformada em Patriarcado. Em 1591, o último principado feudal (apanágio) foi abolido.